# Poecilobactris militaris
Poecilobactris militaris är en skalbaggsart som först beskrevs av Leon Fairmaire 1887.  Poecilobactris militaris ingår i släktet Poecilobactris och familjen långhorningar. Inga underarter finns listade i Catalogue of Life.